# Emarhendia bettiana
Emarhendia bettiana là một loài thực vật có hoa trong họ Tai voi. Loài này được (M.R.Hend.) Kiew, A.Weber & B.L.Burtt mô tả khoa học đầu tiên năm 1997.